# Jean-François Le Sueur
Jean-François Le Sueur, także Lesueur (ur. 15 lutego 1760 w Drucat, zm. 6 października 1837 w Paryżu) – francuski kompozytor.

## Życiorys
Jako dziecko był chórzystą kolegiaty w Abbeville, następnie chórzystą katedry w Amiens, gdzie otrzymał także podstawowe wykształcenie. Przerwawszy dalszą edukację, został w 1778 roku kierownikiem chóru katedry w Sées, następnie wyjechał do Paryża, gdzie został uczniem i asystentem o. Nicolasa Roze, kierownika chóru przy kościele Saints-Innocents. W kolejnych latach piastował funkcję kapelmistrza katedr w Dijon (1779), Le Mans (1782) i Tours (1783).  Po powrocie do Paryża w 1784 roku objął stanowisko kapelmistrza kościoła Saints-Innocents, następnie w 1786 roku został kierownikiem chóru katedry Notre-Dame, jednak już rok później musiał zrezygnować z tej posady z powodu oporu wobec podejmowanych przez niego prób reformy muzyki kościelnej. W ciągu następnych lat podróżował po Francji, po wybuchu rewolucji francuskiej pisał rewolucyjne hymny i muzykę na okolicznościowe uroczystości. W 1793 roku odniósł sukces wystawioną w paryskim Théâtre Feydeau operą La Caverne i powrócił do publicznego życia muzycznego. W tym samym roku został członkiem Institut National de Musique, a po jego przekształceniu w 1795 roku w Konserwatorium Paryskie jednym z jego inspektorów. Wspólnie z Méhulem, Langlém, Gossekiem i Catelem opracowywał podręczniki, m.in. Principes élémentaires de la musique i Soflèges du conservatoire. W 1802 roku na skutek konfliktu z dyrektorem opuścił Konserwatorium.
W 1804 roku został powołany przez Napoleona, jako następca Giovanniego Paisiella, na stanowisko kapelmistrza w pałacu Tuileries. Utrzymał to stanowisko również po restauracji Burbonów. W 1813 roku został członkiem Académie des beaux-arts. Od 1818 roku prowadził klasę kompozycji w Konserwatorium Paryskim. Do jego uczniów należeli Hector Berlioz, Charles Gounod i Ambroise Thomas.
Otrzymał tytuły kawalera francuskich orderów Legii Honorowej w 1804 oraz św. Michała, a także heskiego wielkoksiążęcego Orderu Ludwika.

## Twórczość
Był autorem siedmiu oper: La Caverne (wyst. 1793), Tyrtée (1794, niewystawiona), Paul et Virginie (wyst. 1794), Télémaque (wyst. 1796), Artaxerse (1797, niewystawiona) Ossian ou Les Bardes (wyst. 1804), La Mort d’Adam (wyst. 1806) i Alexandre à Babylone (1815, niewystawiona), wspólnie z Persuisem napisał też operę Le Triomphe de Trajan (wyst. Paryż 1807). Ponadto skomponował m.in. intermedium L’Inauguration du temple de la Victoire (wyst. Paryż 1807), oratoria Debora, Rachel, Ruth et Noémi i Ruth et Booz, Mszę na 4 głosy, chór i orkiestrę, kantatę L’Ombre de Sacchini, 3 Te Deum, 2 pasje, Stabat Mater.
Był autorem rozprawy teoretycznej Exposé d’une musique unie, imitative et particulière à chaque solennité (4 tomy, wyd. Paryż 1787). Pracował też nad obszerną Histoire de la musique, rękopis tej pracy jednak zaginął.